# هفته ملی مهندسان

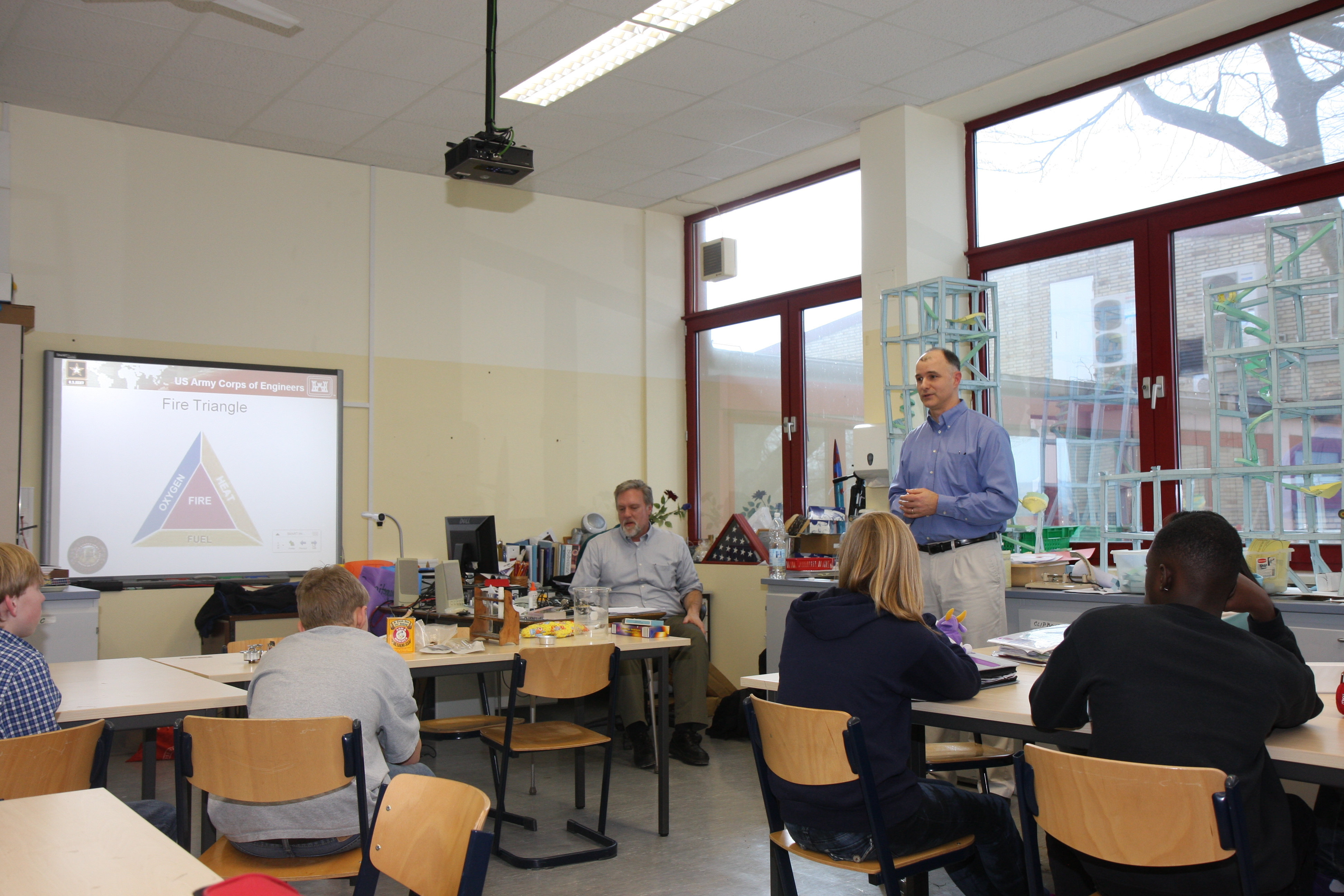
سپاه مهندسین ارتش ایالات متحده(2013)

در ایالات متحده، هفته ملی مهندسان (انگلیسی: National Engineers Week) همیشه هفته ای در فوریه است که تولد واقعی جورج واشینگتن، ۲۲ فوریه را در بر می‌گیرد. بیش از ۷۰ انجمن مهندسی، آموزش و فرهنگ و بیش از ۵۰ شرکت و سازمان دولتی آن را مشاهده می‌کنند. هدف از هفته ملی مهندسان جلب توجه به کمک‌های مهندسین به جامعه است. همچنین زمانی است که مهندسان بر اهمیت یادگیری ریاضی، علوم و مهارت‌های فنی تأکید کنند.
جشن هفته ملی مهندسین در سال ۱۹۵۱ توسط انجمن ملی مهندسین حرفه ای و همزمان با تولد رئیس‌جمهور جورج واشینگتن آغاز شد. رئیس‌جمهور واشینگتن به عنوان اولین مهندس کشور در نظر گرفته می‌شود، به ویژه برای کار نظرسنجی خود. قبل از شروع هفته ملی مهندسین، کالج مهندسی دانشگاه میسوری اولین هفته مهندسان جهان را در سال ۱۹۰۳، ۴۸ سال قبل از انجمن ملی مهندسین حرفه ای، با سنت پاتریک به عنوان قدیس حامی مهندسان، جشن گرفت.
نتایج جایزه مهندس فدرال سال در طول هفته اعلام می‌شود.